# Ecuación de Schofield
La Ecuación de Schofield es un método para estimar la tasa metabólica basal (TMB) de hombres y mujeres adultos publicado, en 1985.
Esta es la ecuación utilizada por la OMS en su serie de informes técnicos. La ecuación recomendada para estimar la TMB por la Academia de Nutrición y Dietética de EE. UU. es la Ecuación de Jeor Mifflin.
Las ecuaciones para estimar la TMB en kJ/día (kilojulios por día) a partir de la masa corporal (kg) son:
Hombres:
| Años  | Ecuación (kJ/día) | SEE |
| ----- | ----------------- | --- |
| <3    | 249 × W - 127     | 292 |
| 3–10  | 95 × W + 2110     | 280 |
| 10-18 | 74 × W + 2754     | 441 |
| 18-30 | 63 × W + 2896     | 641 |
| 30–60 | 48 × W + 3653     | 700 |
| > 60  | 49 × W + 2459     | 686 |

Mujeres:
| Años  | Ecuación (kJ/día) | SEE |
| ----- | ----------------- | --- |
| <3    | 244 × W - 130     | 246 |
| 3–10  | 85 × W + 2033     | 292 |
| 10-18 | 56 × W + 2898     | 466 |
| 18-30 | 62 × W + 2036     | 497 |
| 30–60 | 34 × W + 3538     | 465 |
| > 60  | 38 × W + 2755     | 451 |

Las ecuaciones para estimar la TMB en kcal/día (kilocalorías por día) a partir de la masa corporal (kg) son:
Hombres:
| Años  | Ecuación (kcal/día) | SEE |
| ----- | ------------------- | --- |
| <3    | 59,512 × W - 30,4   | 70  |
| 3–10  | 22,706 × W + 504,3  | 67  |
| 10-18 | 17,686 × W + 658,2  | 105 |
| 18-30 | 15.057 × W + 692.2  | 153 |
| 30–60 | 11.472 × W + 873.1  | 167 |
| > 60  | 11,711 × W + 587,7  | 164 |

Mujeres:
| Años  | Ecuación (kcal/día) | SEE |
| ----- | ------------------- | --- |
| <3    | 58,317 × W - 31,1   | 59  |
| 3–10  | 20,315 × W + 485,9  | 70  |
| 10-18 | 13,384 × W + 692,6  | 111 |
| 18-30 | 14,818 × W + 486,6  | 119 |
| 30–60 | 8.126 × W + 845.6   | 111 |
| > 60  | 9.082 × W + 658.5   | 108 |

donde:
W = peso corporal en kilogramos
SEE = Error estándar de estimación
La cifra bruta obtenida por la ecuación debe ajustarse hacia arriba o hacia abajo, dentro del límite de confianza sugerido por los errores de estimación citados, y de acuerdo con los siguientes principios:
Los sujetos más delgados y musculosos de lo habitual requieren más energía que el promedio. Los sujetos obesos requieren menos. Los pacientes en el extremo más joven del rango de edad para una ecuación dada requieren más energía. Los pacientes en el extremo superior del rango de edad para una ecuación determinada requieren menos energía.
Los efectos de la edad y la masa corporal pueden anularse: un hombre obeso de 30 años o un deportista de 60 años puede no necesitar ningún ajuste de la figura bruta.
Para encontrar la energía real necesaria por día (Requerimiento de energía estimado), el metabolismo básico debe multiplicarse por un factor de actividad. Estos son los siguientes:
- Las personas sedentarias de ambos sexos deben multiplicar por 1,3. Sedentario es muy inactivo físicamente, inactivo tanto en el trabajo como en el ocio.
- Los hombres ligeramente activos deben multiplicar por 1,6 y las mujeres por 1,5. Ligeramente activo significa que la rutina diaria incluye caminar o hacer ejercicio intenso una o dos veces por semana. La mayoría de los estudiantes pertenecen a esta categoría.
- Los hombres moderadamente activos deben multiplicar por 1,7 y las mujeres por 1,6. Moderadamente activo significa ejercicio intenso que dura de 20 a 45 minutos al menos tres veces por semana, o un trabajo con mucho caminar o un trabajo de intensidad moderada.
- Los hombres muy activos deben multiplicar por 2,1 y las mujeres por 1,9. Muy activo significa ejercicio intenso que dura al menos una hora por día, o un trabajo físico pesado, como un cartero o un atleta en entrenamiento.
- Los hombres extremadamente activos deberían multiplicarse por 2,4 y las mujeres por 2,2. Extremadamente activo significa un atleta con un programa de entrenamiento imparable o un trabajo muy exigente, como trabajar en las fuerzas armadas o palear carbón.

Estas ecuaciones se publicaron en 1989 en las pautas dietéticas y formaron las RDA durante varios años. El factor de actividad utilizado por el USDA fue 1,6. En el Reino Unido, se utiliza un factor de actividad más bajo de 1,4. La ecuación ha sido reemplazada por la Ecuación del Instituto de Medicina en septiembre de 2002 en los EE. UU., sin embargo, la FAO/OMS/ UNU todavía la utiliza.